# Tetilla capillosa
Tetilla capillosa är en svampdjursart som beskrevs av Claude Lévi 1967. Tetilla capillosa ingår i släktet Tetilla och familjen Tetillidae.
Artens utbredningsområde är havet utanför Sydafrika. Inga underarter finns listade i Catalogue of Life.